# STS-121
إس تي إس-121 (بالإنجليزية: STS-121)‏ الرحلة الخامسة عشر بعد المائة ضمن برنامج مكوك الفضاء لوكالة ناسا، وهي الرحلة الثانية بعد كارثة تحطم كولومبيا، والرحلة الثانية والثلاثون على متن مكوك الفضاء ديسكفري، انطلقت الرحلة في 4 يوليو المصادف يوم استقلال الولايات المتحدة سنة 2006 من مركز كينيدي للفضاء ، وهبطت بتاريخ 17 يوليو في مركز كنيدي أيضاً، بعد إثنى عشر يوماً و12 ساعة مكثتها الرحلة في الفضاء، تم خلال الرحلة الرسو على محطة الفضاء الدولية وتزويدها ببعض المعدات والاجهزة، وإجراء اختبارات جديدة للسلامة على متن المكوك، بلغ عدد الرواد المشاركين في الرحلة سبعة رواد من بينهم رائد فضاء ألماني.
بعد تأجيل الرحلة مرتين بسبب الطقس، انطلق المكوك بنجاح يوم الثلاثاء الموافق 4 يوليو 2006 الساعة 14:37:55 بتوقيت شرق الولايات المتحدة. كان هذا أول إطلاق مكوكٍ فضائي يُصادف يوم استقلال الولايات المتحدة. استمرت المهمة لمدة 13 يومًا قبل الهبوط في مركز كينيدي للفضاء في 17 يوليو 2006 الساعة 09:14:43 بتوقيت شرق الولايات المتحدة.
أُطلق على مهمة إس تي إس 121 أيضًا اسم مهمة محطة الفضاء الدولية الجماعية يو أل أف 1.1. نظرًا لكونها المهمة الأولى بعد مهمة إس تي إس 114 في تنفيذ التوصيات المقدمة استجابةً لتقرير مجلس كولومبيا للتحقيق في الحوادث، إذ اعتُبرت عودةً لمهمات الطيران الاختبارية. أدى إطلاقها وهبوطها الناجحين إلى استئناف ناسا بشكلٍ كامل لعمليات إطلاق المكوكات الفضائية بانتظام لبناء محطة الفضاء الدولية.

## خلفية عن المهمة
خلال مهمة إس تي إس 121 إلى محطة الفضاء الدولية، واصل طاقم المكوك الفضائي ديسكفري اختبار المعدات والإجراءات الجديدة لفحص وإصلاح نظام الحماية الحرارية المصمم لزيادة سلامة مكوكات الفضاء. وقدمت المزيد من الإمدادات والمُؤن لتوسيع محطة الفضاء الدولية في المستقبل.
بعد حادث مكوك كولومبيا، قررت ناسا إطلاق رحلتين تجريبيتين، وتقسيم الأنشطة التي تم تعيينها في الأصل لمهمة إس تي إس 114 على مهمتين بسبب اختبارات السلامة الإضافية بعد حادثة كولومبيا. قبل وقوع الحادث، عُيّن مكوك كولومبيا لمهمتي: إس تي إس 118 وإس تي إس 121. أُعيد تكليف مهمة إس تي إس 118، وهي أيضًا رحلة نحو محطة الفضاء الدولية، في البداية لمكوك ديسكفري، ولكن عُينت لاحقًا لمكوك إنديفور.
كانت مهمة إس تي إس 121 تهدف في الأصل لإرسال مكوك كولومبيا لصيانة تلسكوب هابل الفضائي. ومع ذلك، مُنحت مهمة الصيانة هذه تعيينًا آخر قبل وقوع الكارثة وأصبحت مهمة إس تي إس 121 مُتاحة مرة أخرى. بما أنّ مهمات إس تي إس 115 إلى إس تي إس 120 كان مُعينةً بالفعل، اختارت ناسا أدنى تسمية مُتاحة لمهمة الرحلة التجريبية الثانية. وبالتالي، فإن المهمة التالية لـ إس تي إس 114 هي إس تي إس 121.

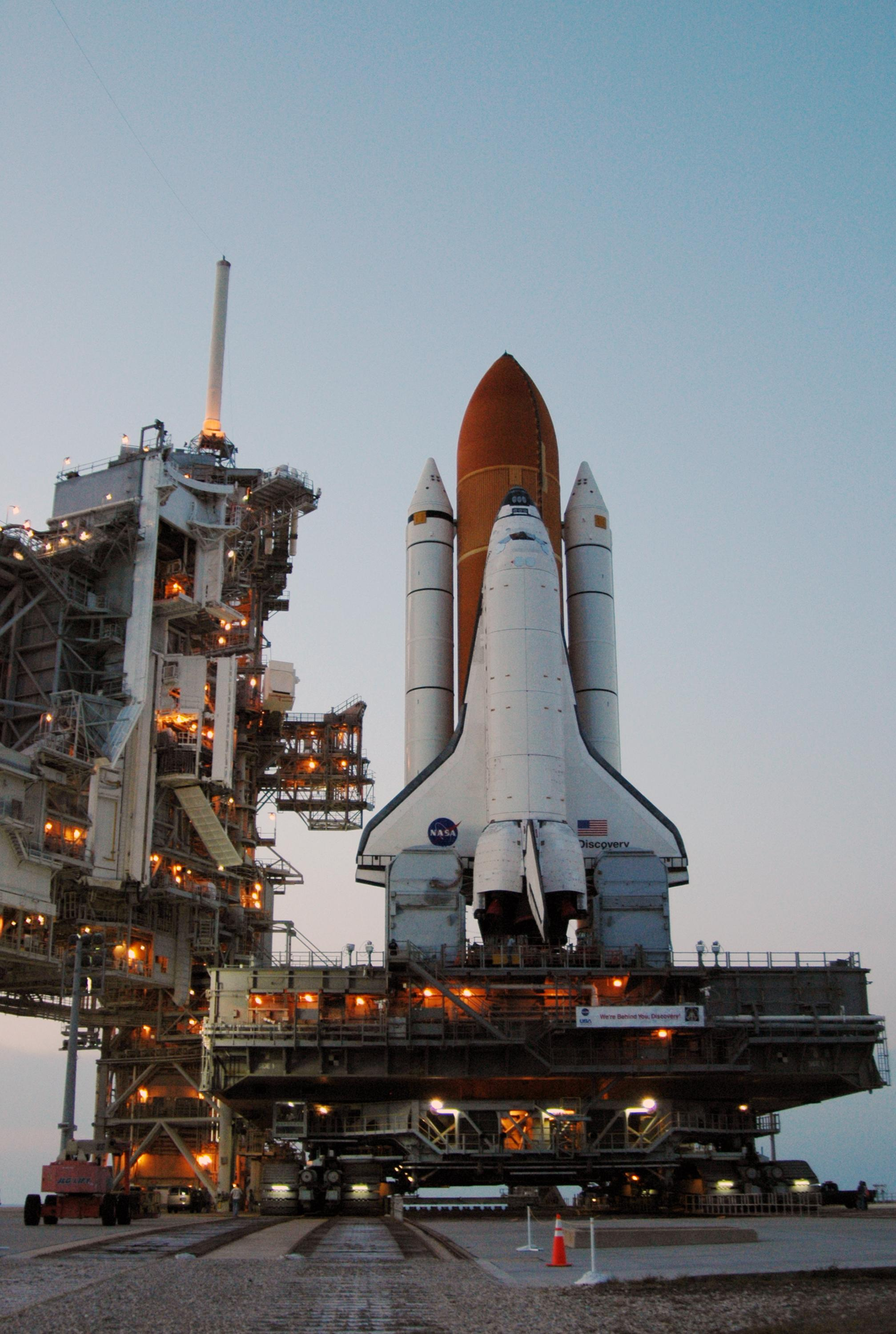
وصول ديسكفري لإلى منصة الإطلاق لأجل مهمة «STS-121».

خُطط في الأصل لإطلاق مهمة الرحلة الاختبارية إس تي إس 121 على متن مكوك أتلانتس في سبتمبر 2005، بعد إطلاق مهمة إس تي إس 114 على متن مكوك ديسكفري، ولكن نتيجة حدوث مشكلةٍ في مُعدات هبوط مكوك أتلانتس، عُين مكوك ديسكفري لإطلاق مهمة إس تي إس 121. عند عودة ديسكفري إلى كاليفورنيا بعد إكمال مهمة إس تي إس 114، تغيرت الجدولة مرة أخرى. عُين مكوك أتلانتس لإطلاق مهمة إس تي إس 115 (التي كان من المقرر إطلاقها في أغسطس 2006) وبقيت خطة إطلاق مهمة إس تي إس 121 على متن مكوك ديسكفري دون تغيير. تأخر إطلاق مهمة إس تي إس 121 حتى يوليو 2006 أيضًا، بسبب وجود حطام رغوي لم يتم التخلص منه، وبسبب حدوث مشكلةٍ في مُستشعر خاص بالمحرك في مهمة إس تي إس 114.
في 12 مايو 2006، نُقل مكوك ديسكفري من مبنى إعداد المركبات المدارية إلى مبنى تجهيز المركبات، حيث دُمج مع الخزان الخارجي وصاروخيّ الوقود الصلب الخاصين بالمكوك الفضائي إس آر بي. نُقل المكوك إلى منصة 39 بي في 19 مايو 2006 قبل موعد الإطلاق المخطط له خلال نافذة إطلاق في يوليو 2006، تستمر لمدة عشر دقائق كل يوم بين 1 و19 يوليو.

## الجدول الزمني للمهمة
رسا المكوك في محطة الفضاء الدولية خلال غالبية الرحلة. ولمعظم وقت رسو المكوك في المحطة، كانت وحدة ليوناردو اللوجستية متعددة الأغراض متاحةً للطاقم لنقل المعدات والإمدادات والتجارب والقمامة. نُفذت ثلاث عمليات سيرٍ في الفضاء خلال المهمة، وكانت العملية الثالثة تعتمد على توفر المواد الاستهلاكية الكافية، وخُطط جدولان زمنيان بديلان، مع أو دون عملية السير في الفضاء النهائية. خُططت أيضًا مهمات «تقدم» إضافية خاصة بالطاقم في محطة الفضاء الدولية إذا تبقى لهم وقتٌ إضافي، تم الانتهاء من مهمة تقدم واحدة خلال عملية السير في الفضاء الثانية، تمكن الطاقم من الاستراحة خلال غالبية يومٍ واحد، استكشفوا خلاله محطة الفضاء الدولية، والتقطوا صورًا وأجروا مقابلات صحفية.
مرت الأحداث على مدار اليوم وفقًا للخطة، والاستثناء الوحيد هو تسجيل قراءة غير طبيعية لدرجة حرارة على المحرك الدافع إل 5 إل. كانت نافذة الإطلاق من 3:48:41 إلى 3:53:02 مساءً في 3:42، بينما كانت المهمة في مرحلة التعليق المدمجة عند الثانية التاسعة من العد التنازلي، قرر فريق التحكم في المهمة تأجيل الإطلاق بسبب اكتشاف سُحب ركامية وبرق في محيط 20 ميل (32 كم) من منطقة ومسار الإطلاق. أُعيدت جدولة الإطلاق ليوم 2 يوليو في الساعة 15:26. كانت مهمة إس تي إس 121 أول إطلاقٍ تأخذ فيه ناسا احتياطات خاصة لردع النسور، وخاصة النسور الرومية المحلية، من الطيران فوق المنطقة. تضمنت الجهود إزالة الحيوانات المقتولة على الطرقات وغيرها من الحيوانات الميتة من المناطق المحيطة بموقع الإطلاق.
مرة أخرى، استمر العدّ التنازلي وفقًا للجدول الزمني بوقت إطلاقٍ في الساعة 15:26. في الساعة 09:30 يوم 2 يوليو 2006، ذكرت مدونة إطلاق ناسا أنّ مسؤول الطقس الخاص بالمكوك يتوقع فرصة بنسبة 70% بأن يمنع الطقس الإطلاق بعد ظهر اليوم بسبب العواصف الرعدية وسُحب مزن الركامية. كانت فرصة بنسبة 60% بأن يمنع الطقس الإطلاق في حال كانت هناك دورةٌ على مدار 24 ساعة، وفرصة بنسبة 40% لحدوث تأخيرٍ لمدة 48 ساعة، وإذا ألغي الإطلاق بسبب الطقس، كان مديرو المهمة سيجتمعون في وقتٍ لاحق لتقرير ما إن كانوا يريدون محاولة الإطلاق للمرة الثالثة على التوالي أو الانتظار لمدة يوم والمحاول مرة أخرى يوم الثلاثاء.
في الساعة 13:14، اتخذ مدير الإطلاق قرارًا نهائيًا بإلغاء الإطلاق مرة أخرى بسبب الظروف الجوية غير المواتية. كان من المقرر أن تبدأ محاولة الإطلاق التالية في حوالي الساعة 14:38 مساءً في 4 يوليو 2006.
مُلِئت خلايا الوقود الخاصة بالمكوك مرة أخرى لتحسين فرص وجود طاقة كهربائية كافية في المدار لتمكين عملية السير الفضائية الثالثة المخطط لها.
اُكتشف وجود شقوق ومنطقة انفصلت منها قطعة رغوة في العزل الموجود في الجزء العلوي من خزانات الوقود الخارجية. سقطت الرغوة من مسندٍ ثبّت خط الأكسجين في مكانه. كانت كتلة الشظية التي انفصلت 2.6 جرام، ووفقًا لناسا، لم تكن كبيرة بما يكفي لإتلاف المكوك إذا انفصلت أثناء الرحلة. من المعروف أنّ الإجهادات الحرارية للتعبئة والإفراغ المتكررين لخزان الوقود بالوقود المبرد تسبب درجة من الضرر للرغوة العازلة.
في تمام الساعة 08:35، لوحظ فشل قاطع الدائرة الاحتياطية الذي يتحكم بالسخانات الرئيسية على مفاصل المقاطع الخاصة بصاروخي الوقود الصلب المُعززين. قرر فريق المهمة إجراء عملية الإطلاق على المنصة. ومع ذلك، لم يتم ذلك لأن السخانات تستخدم فقط في الطقس الأبرد من ذلك، وكان السخان الرئيس يعمل.
خلال محاولة الإطلاق الثالثة، كانت هناك فرصة بنسبة 20% فقط لإلغاء الإطلاق نتيجة الطقس وفقًا لوكالة ناسا.
في الساعة 14:37:55 بتوقيت شرق الولايات المتحدة، أُطلق مكوك الفضاء ديسكفري من مركز كينيدي للفضاء في كيب كانافيرال بولاية فلوريدا. كانت المحاولة الثالثة لإطلاق المكوك، وكان أول مكوك فضائي أمريكي يُطلق في يوم استقلال الولايات المتحدة.
أثناء وبعد الإطلاق، تم إيلاء اهتمامٍ كبير لمراقبة الخزان الخارجي لكشف انفصال الرغوة العازلة. جُهز المكوك بعدد من الكاميرات الجديدة، وتم تصوير فيديو من طائرات مراقبة. احتوى كل معززٍ صاروخي صلب على ثلاث كاميرات -واحدة لمراقبة الانفصال، واثنتان تركزان على الحافة الأمامية. لم يُبث الفيديو من هذه الكاميرات، ولكن تم تسجيله لاسترجاعه لاحقًا من المعززات الصاروخية الصلبة. وُضعت كاميرا أخرى على الخزان الخارجي، كما حدث أثناء مهمة إس تي إس 114، لبث عملية الأطلاق مباشرةً على تلفزيون ناسا. أول ما فعله عضوان من الطاقم عند منتصف السطح عندما توقفت المحركات الرئيسية هو ترك مقعديهما لالتقاط صورٍ وفيديو للخزان الخارجي. كان أحد العوامل التي أثرت على اختيار اليوم خلال نافذة الإطلاق هو ظروف الإضاءة لهذه الصور، إذ أثرت زاوية الشمس المُتغيرة قليلًا خلال الأيام المختلفة على موقع الظلال على الخزان الخارجي. ومع ذلك، لم يكن الفرق في الإضاءة بين يومٍ وآخر مؤثرًا، لا سيما وأنّ ظروف الإضاءة تعتمد إلى حدٍ كبير على عامل لا يمكن التنبؤ به، وهو درجة سقوط الخزان الخارجي عند الانفصال.